# Ram Dass
Baba Ram Dass, geboren als Richard Alpert (Boston, 6 april 1931 – Maui, 22 december 2019), was een spirituele leraar die in 1971 de bestseller Remember Be Here Now (Ned. vert.: Vanaf hier, vanaf nu) schreef. Hij werd bekend door zijn persoonlijke en professionele samenwerking met Timothy Leary aan de Harvard-universiteit in het begin van de jaren zestig. Hij was ook bekend door zijn reizen naar India en zijn relatie met de Hindoe-goeroe Neem Karoli Baba.

## Biografie

### Jeugd en studie
Alpert werd geboren als jongste van drie zoons in een vooraanstaand joods gezin in Newton, Massachusetts. Zijn vader, George Alpert, was een invloedrijk jurist in de regio Boston, president van de New York, New Haven en Hartford-spoorwegmaatschappij, en een van de oprichters van de Brandeis-universiteit en het Albert Einstein College of Medicine. Als kind werd Richard beschreven als een innemend jongetje, waar iedereen van hield; de gezinsmascotte. Hij behaalde een baccalaureaat in de letteren aan de Tufts-universiteit, een doctoraalgraad aan de Wesleyan-universiteit, en een in de psychologie aan de Stanford-universiteit.

### Hoogleraarschap aan Harvard en het Timothy Leary/Richard Alpert-onderzoek
Nadat hij teruggekeerd was van een gasthoogleraarschap aan de Universiteit van Californië, in Berkeley, aanvaardde Alpert een vaste aanstelling aan Harvard, waar hij werkzaam was aan de faculteit Maatschappelijke Verhoudingen, de psychologiefaculteit en de postdoctorale opleidingen pedagogie en gezondheidszorg, waar hij therapeut was. Hij kreeg ook onderzoekscontracten met Yale en Stanford. Misschien was echter het meest opmerkelijk het werk dat hij samen deed met zijn goede vriend en medewerker dr. Timothy Leary.
Nadat hij net zijn vliegbewijs had behaald vloog Alpert met zijn privé-vliegtuig naar Cuernavaca (Mexico), waar Leary hem liet kennismaken met teonanácatl, de Magische Paddenstoelen van Mexico. Tegen de tijd dat Alpert weer aanstalten maakte om terug te keren naar de Verenigde Staten, had Leary al contact opgenomen met Aldous Huxley, die een bezoek bracht aan het M.I.T.. Met behulp van Huxley en een aantal postdoctoraalstudenten konden ze contact leggen met de firma Sandoz, die een synthetisch bestanddeel hadden weten te vervaardigen van de moederkoornschimmel, dat ze LSD genoemd hadden. Alpert en Leary brachten een hoeveelheid testmateriaal mee terug naar Harvard, waar ze al bezig waren met het Harvard Psilocybin Project en op eigen houtje met LSD experimenteerden.
Leary en Alpert werden in 1963 officieel ontslagen door Harvard. Volgens de president van Harvard, Nathan M. Pusey, werd Leary ontslagen omdat hij zonder toestemming of aankondiging uit Cambridge was vertrokken. Alpert werd ontslagen omdat hij een student psilocybine zou hebben gegeven. Rond die tijd was Alpert echter al teleurgesteld in de academische wereld en zei over zichzelf dat hij het gevoel had dat hij gevangen zat in een zinloos spel. Leary had de universiteit al een paar weken eerder verlaten.
De twee vonden al snel een nieuwe plek en zetten hun experimenten zonder toezicht voort vanuit een privé-behuizing in Millbrook, New York, eigendom van Billy Hitchcock, erfgenaam van het Mellon-fortuin. Beroemde dichters, musici en intellectuelen uit die tijd, zoals Allen Ginsberg, Maynard Ferguson, de Grateful Dead, Marshall McLuhan en Ken Kesey, kwamen vanuit het hele land om aan het gebeuren daar deel te nemen. Hoewel ze vrienden voor het leven bleven, begonnen de wegen van Leary en Alpert spiritueel en intellectueel uiteen te lopen. Leary ging namelijk door met het verspreiden van zijn mantra: “turn on, tune in, drop out,” terwijl Alpert geleidelijk zijn levensdoel vond in de Hindoe-ethiek van het dienen van anderen.

### Van Dr. Richard Alpert naar Baba Ram Dass
In 1967 reisde Alpert naar India, waar hij de Amerikaanse spirituele zoeker Bhagavan Das ontmoette. Terwijl deze Alpert blootsvoets van tempel naar tempel gidste, begon hij Alpert de basale mantra’s en asana’s te leren en bovendien hoe hij met kralen moest werken. Na een paar maanden werd Alpert door Bhagavan Das naar zijn goeroe Neem Karoli Baba gebracht, in het Westen beter bekend als Maharaj-ji.
Maharaj-ji werd al snel ook Alperts goeroe en gaf hem de naam “Ram Dass,” wat “dienaar van God” betekent. Onder leiding van Maharaj-ji, kreeg Ram Dass onderricht van Hari Dass Baba, die stilzwijgend doceerde en alleen een schoolbord gebruikte. Terwijl hij in India was correspondeerde Ram Dass ook met Meher Baba; hij bleef echter gericht op het onderricht van Hari Dass Baba.
Onder leiding van Hari Dass Baba beoefende Ram Dass onder andere raja yoga en ahimsa. Deze ervaringen, die zijn leven veranderden, inspireerden Ram Dass tot het schrijven van de hedendaagse spirituele klassieker Remember Be Here Now, waarin hij leert dat iedereen een manifestatie van God is en dat elk moment oneindig belangrijk is.

### Terug in het Westen om de boodschap te verkondigen
Na zijn terugkeer naar de Verenigde Staten in 1969, richtte Alpert verschillende organisaties op, die zich wijdden aan het verbreiden van het spirituele bewust worden en het propageren van spirituele groei, waaronder de Hanuman Foundation. Sindsdien heeft hij zich beziggehouden met een uitgebreid spectrum van spirituele tradities en praktijken, waaronder goeroe kripa (de barmhartigheid van de goeroe), bhakti yoga gericht op het Hindoe-ritueel deva Hanuman; meditatie van verschillende Boeddhistische scholen, zoals de Theravada en Mahayana (waaronder de Tibetaanse en Zen), karma yoga en joodse studies.
In februari 1997 kreeg Dass een herseninfarct (CVA) met afasie als gevolg. Hij ziet zijn CVA echter als een gunst en bleef rondreizen om lezingen te geven, voor zover zijn lichamelijke toestand dat toeliet. Toen hem gevraagd werd of hij zijn levensboodschap kon samenvatten antwoordde Ram Dass, “Ik help mensen als een manier om aan mijzelf te werken en ik werk aan mijzelf om mensen te helpen…Voor mij is dat alles waar het in het spel om gaat.” In augustus 1991 kreeg hij de ‘Peace Abbey Courage of Conscience Award.’
Ram Dass was vegetariër en was ook uitgekomen voor zijn biseksualiteit. In de jaren negentig werd hij soepeler over seksualiteit, vermeed etiketten en wees erop dat wat wij zijn “niet homoseksueel en niet niet-homoseksueel is en dat het niets voorstelt—dat het gewoon bewustzijn is.”

## Ram Dass - De Film
De biografische film Ram Dass Fierce Grace (2002), geregisseerd door Micky Lemle, vertelt het verhaal van de gedaanteverandering van dr. Richard Alpert, van hoogleraar psychologie aan Harvard naar een spirituele leerling/aanhanger en weer terug naar leraar, ondanks zijn slopend herseninfarct. De film werd door Newsweek genoemd als een van de topvijf non-fictie-films van 2002.

## De ‘Love Serve Remember Foundation’
De ‘Love Serve Remember Foundation’ werd opgericht om de leringen te bewaren en voort te zetten van Neem Karoli Baba en Ram Dass, en om samen met Ram Dass verder te werken aan zijn geschriften en andere toekomstige plannen.

## Overleden
Ram Dass overleed op 88-jarige leeftijd in Hawaï op het eiland Maui.

## Werk

### Boeken
- Identification and Child Rearing (met R. Sears en L. Rau) (1962) Stanford University Press
- The Psychedelic Experience: A Manual Based on the Tibetan Book of the Dead (samen met Timothy Leary en Ralph Metzner) (1964) ISBN 0-8065-1652-6
- LSD (met Sidney Cohen) (1966) ISBN 0-453-00120-3
- Remember Be Here Now (1971) ISBN 0-517-54305-2
- Doing Your Own Being (1973)
- The Only Dance There Is (1974) ISBN 0-385-08413-7
- Grist for the Mill (met Steven Levine) (1977) ISBN 0-89087-499-9
- Journey of Awakening: A Meditator's Guidebook (1978) ISBN 0-553-28572-6
- Miracle of Love: Stories about Neem Karoli Baba (1978) ISBN 0-525-47611-3
- How Can I Help? Stories and Reflections on Service (met Paul Gorman) (1985) ISBN 0-394-72947-1 Ned. vertaling: De Kunst van het Helpen, Servire 1997
- Compassion in Action: Setting Out on the Path of Service (met Mirabai Bush) (1991) ISBN 0-517-57635-X
- Still Here: Embracing Aging, Changing and Dying (2000) ISBN 1-57322-871-0 Ned. vertaling: Vanaf Hier, vanaf Nu. Servire
- Paths to God: Living The Bhagavad Gita (2004) ISBN 1-4000-5403-6

### Opnamen
- Love Serve Remember (1973), een zesdelig album met leringen, gegevens en spirituele gezangen (ZBS Foundation) (omgezet naar MP3 in 2008)
- The Psychedelic Experience: A Manual Based on the Tibetan Book of the Dead (met Timothy Leary & Ralph Metzner) (1966) (opnieuw uitgebracht op CD in 2003 door Folkways)

### Films
- Ram Dass Fierce Grace (een biografische documentaire over Ram Dass, uitgebracht in 2001 door Lemle Productions)